# Jennifer Pareja
Jennifer Pareja Lisalde (Olot, 8 maggio 1984) è una pallanuotista spagnola.

## Palmarès
- Giochi olimpici

Londra 2012: argento.
- Mondiali

Barcellona 2013: oro.
- Europei

Malaga 2008: argento.
Budapest 2014: oro.

## Riconoscimenti
- LEN Award: 2013
- Pallanuotista dell'anno FINA: 2013